# Charles W. Cathcart
Charles William Cathcart, född 24 juli 1809 i Funchal på Madeira, död 22 augusti 1888 i LaPorte County, Indiana, var en amerikansk demokratisk politiker. Han representerade delstaten Indiana i båda kamrarna av USA:s kongress, först i representanthuset 1845-1849 och sedan i senaten 1852-1853.
Cathcart flyttade 1830 till Washington, D.C. och arbetade som ämbetsman. Han flyttade några år senare till Indiana och blev verksam som jordbrukare där. Han var ledamot av delstatens senat 1837-1840.
Cathcart utmanade kongressledamoten Samuel C. Sample i kongressvalet 1844 och vann. Han omvaldes 1846.
Senator James Whitcomb avled 1852 i ämbetet. Cathcart blev utnämnd till senaten. Han efterträddes följande år som senator av John Pettit. Han kandiderade ännu 1860 till representanthuset utan framgång.
Cathcarts grav finns på Pine Lake Cemetery i La Porte.